# Верољуб Салатић
Верољуб Салатић (Зворник, 14. новембар 1985) је швајцарски фудбалер српског порекла. Тренутно игра за ФК Сион у Швајцарској Суперлиги на позицији везисте. Наступао је за све младе селекције Швајцарске.

## Каријера
Верољуб Салатић се још као дечак од 5 година преселио са породицом у Швајцарску, где је његов отац радио као сезонски радник. Са 7 година, од 1992. године, почео је да игра за ФК Цуг у Цугу. Игру је 2000. године наставио ФК Грасхопер у Цириху, где од 2003. године игра у стартној постави. Сезону 2011/2012 је одиграо за ФК Омонија у Првој лиги Кипра, након чега се вратио у ФК Грасхопер, где је био и капитен тима све до сукоба са тренером Михаелом Скибеом. 2015. године је потписао трогодишњи уговор са ФК Сион.

### Репрезентација
Наступао је за репрезентацију Швајцарске у свим селекцијама од У-15 до У-21. Највеће успехе је постигао у У-17 када су у полуфиналу изгубили од Турске у продужецима и у У-19 када су заузели треће место у групи.
Фудбалски савез Србије и Црне Горе га је два пута позивао да игра за репрезентацију, али је он одбио оба пута. 2009. године је изјавио да би волео да игра за Републику Српску и репрезентацију Србије, а 2013. године је да би волео да игра за национални тим Босне и Херцеговине, али да га одавде још нико није позвао.

## Приватни живот
Ожењен је и има троје деце.